# Jańska Góra (Wzgórza Łagiewnickie)
Jańska Góra (niem. Johns-Berg, Johnsberg, Bismarck) – wzniesienie o wysokości 255 m n.p.m., znajdujące się w północno-zachodniej części Wzgórz Niemczańsko-Strzelińskich. Najwyższy szczyt Wzgórz Łagiewnickich.

## Położenie
Wzniesienie jest najwyższą kulminacją Wzgórz Łagiewnickich. Tworzy grzbiet o wydłużeniu południkowym, od wschodu ograniczony doliną Ślęzy, a od zachodu jej dopływu – Olesznej. Na północy leży wieś Janówek, a na południu Sokolniki. Ponadto Jańska Góra leży w granicach wschodniej enklawy Ślężańskiego Parku Krajobrazowego.

## Budowa geologiczna
Jańska Góra leży na bloku przedsudeckim, w jego środkowej części na obszarze masywu Gogołów-Jordanów. Zbudowana jest ze skał metamorficznych – serpentynitów.

## Historia
Na stokach Jańskiej Góry podczas prac archeologicznych udokumentowano obecność zespołu neolitycznych kamieniołomów serpentynitu, w których pozyskiwano materiał na potrzeby produkcji narzędzi. W 1869 na szczycie wzniesiono kamienną wieżę widokową o wysokości 23 m, najstarszą z tzw. wież Bismarcka. Uszkodzona w 1945, obecnie w ruinie.